# Il pianeta dei Bauscia
Il pianeta dei Bauscia è un libro di satira politica di Gino e Michele, autori anche di Anche le formiche nel loro piccolo s'incazzano. Il libro è basato sulla parodia dell'universo di Star Trek applicata ai principali esponenti politici della Lega Lombarda.
Tra i capitoli, come nel Libro Cuore, sono inserite altrettante parodie dei personaggi di Edmondo De Amicis, tra cui Il piccolo scrivano fiorentino e la triste figura di Franti.
I protagonisti sono;
- il comandante Umberto Kirk
- il dottor McPhorm
- il primo ufficiale Gianfranco Spock.

Altri personaggi comprimari sono:
- Giuanin Rambo, incaricato dal Senatur di compiere una difficile missione: il recupero di due leghisti doc dalle grinfie dei temibili guerriglieri calabrong
- il Philipdaverius fluctuans, del genere degli squalidi, che accompagna uno squalido di maggiori dimensioni nelle sue nuotate.

Trattandosi di satira politica, il testo (che include una presentazione di Paolo Rossi), non è imparziale.

## Edizioni
- Gino e Michele, Il pianeta dei bauscia, collana Le Formiche, Baldini & Castoldi, 1993,  pp. 160, ISBN 88-85989-36-5.